# Храм Вознесения Девы Марии (Брно)
Храм Вознесения Девы Марии (чеш. Kostel Nanebevzetí Panny Marie) — однонефная приходская церковь при бывшем иезуитском коллегиуме Брно в стиле барокко, построенная вместо ныне несуществующей церкви начала XIII века, и располагающаяся в историческом центре Брно, на улице Бетховена. Весь комплекс с церковью и порталом бывшего иезуитского коллегиума охраняется как памятник культуры с 1958 года.

## История
В начале XIII века на этом месте была небольшая романская церковь Богоматери. В 1240 году, церковь и прилегающая к ней территория, вместе с рядом других объектов недвижимости за пределами Брно, были переданы брненским бюргером по имени Ульрих Нигер (нем. Ulricus Niger, чеш. Oldřich Černý) свежеобразованной общине августинианок. Они организовали на этой территории монастырь, названный в честь первой аббатиссы, Гербурги (нем. Herburga), Гербургским. В 1241 году монахини начали перестройку храма в готическом стиле, и с тех пор он служил монастырской церковью для общины. Недостроенный храм сильно пострадал от пожара в 1279 году, когда на Брно напала австрийская армия, и строительство возобновили в следующем, 1280 году.
В XV веке, во время гуситских войн, монастырь сильно пострадал, и его слава начала клониться к закату. После сильнейшего пожара в 1500 годах монастырь пришел в полный упадок. В 1573 община была распущена, монахини перебрались в монастырь Пустимержа (современный район Вишков), а территория к 1578 году вместе со всей недвижимой собственностью перешла во владение города.
В 1581 году бывшая собственность августинианок году была передана иезуитам. Они организовали на месте монастыря и церкви иезуитский коллегиум, и в 1593 году начали перестройку комплекса зданий по плану и под руководством архитектора Антонио Габри, скончавшегося в том же году. В 1598 году началось строительство совершенно новой церкви в стиле маньеризма. Строительство было закончено задолго после смерти Габри, неизвестным архитектором в 1602 году при участии Джорджо Джальди.
В 1662-1668 годах церковь была перестроена по плану архитектора Яна Кржтителя Эрны. Он же в 1670-1671 году достроил капеллу Франциска Ксаверия. В 1732–1733 годах Мориц Гримм возвёл новую башню.
Орден иезуитов проводил службы в церкви до 1773 года, когда он был упразднён папой Климентом XIV. В 1782 императором Иосифом II был издан секуляризационный декрет, которым окончательно запрещалось существование ряда монашеских орденов, в том числе и иезуитов, на территории Священной Римской империи и они были вынуждены покинуть страну. Территория монастыря была переоборудована под казармы.
Весь комплекс монастырских зданий был снесён в 1904 году. Сохранилась лишь церковь и монастырский портал, выходящий на улицу Моцарта.
В 1944 году церковь сильно пострадала от бомбардировок англо-американской авиации. Реставрация была начата сразу после освобождения Брно, весной 1945 года, и была закончена в 1954 году.
Храм был реконструирован в период с 1995 по 2014 год.

## Интерьер
Интерьер храма богато украшен многочисленными фресками. Главный алтарь расписан в 1735 году Феликсом Антоном Шеффлером и изображает «Вознесение Девы Марии», копию иконы из римской базилики Санта-Мария-Маджоре. Он же расписал боковые алтари, датируемые 1740 годом.
В храмовом склепе находятся останки Мартина Стршеды, ректора местной иезуитской коллегии, выдающегося деятеля Тридцатилетней войны.
Орган храма был произведён в 2014 году компанией Mathis Orgelbau.

## Галерея

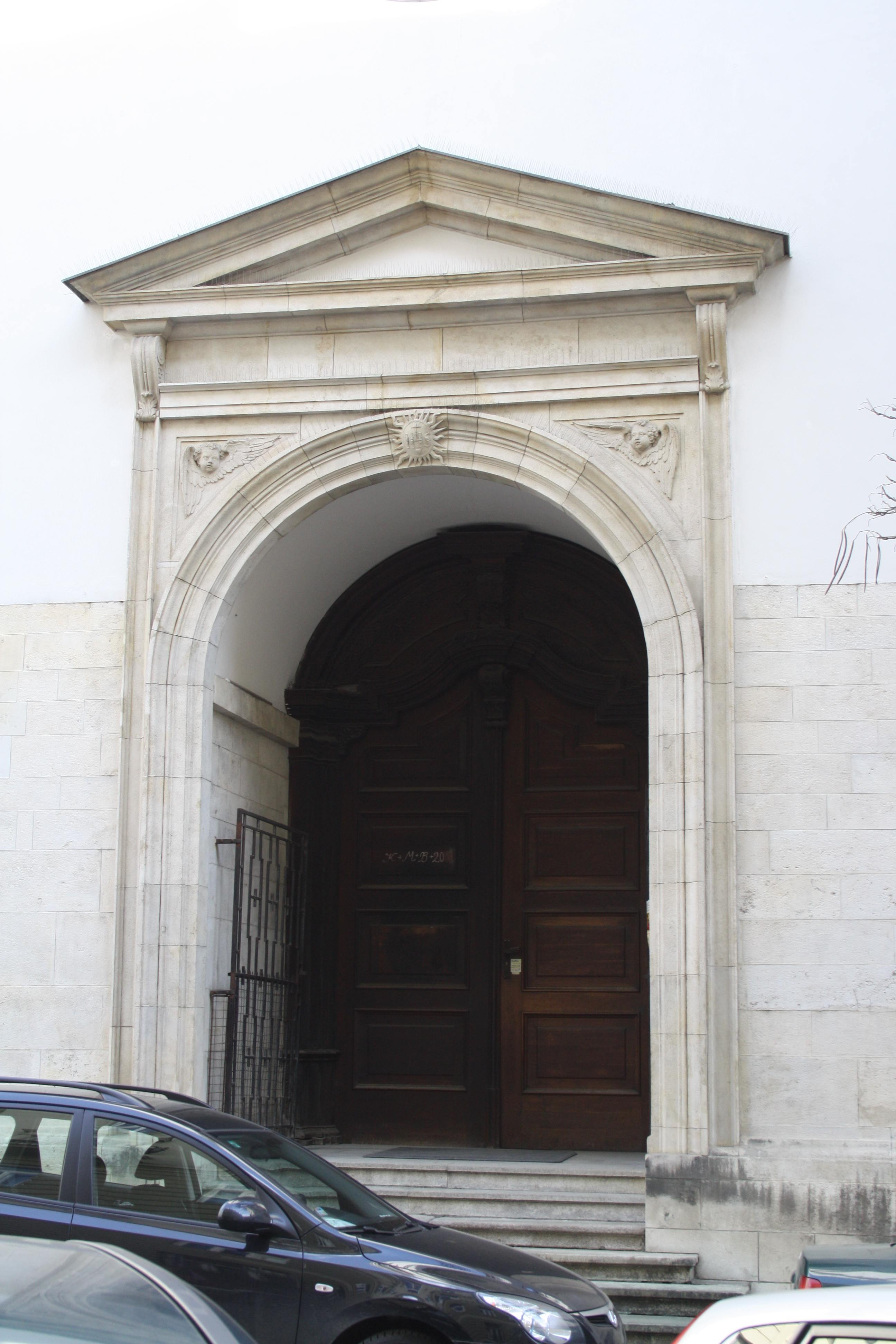
Портал главного входа в костёл
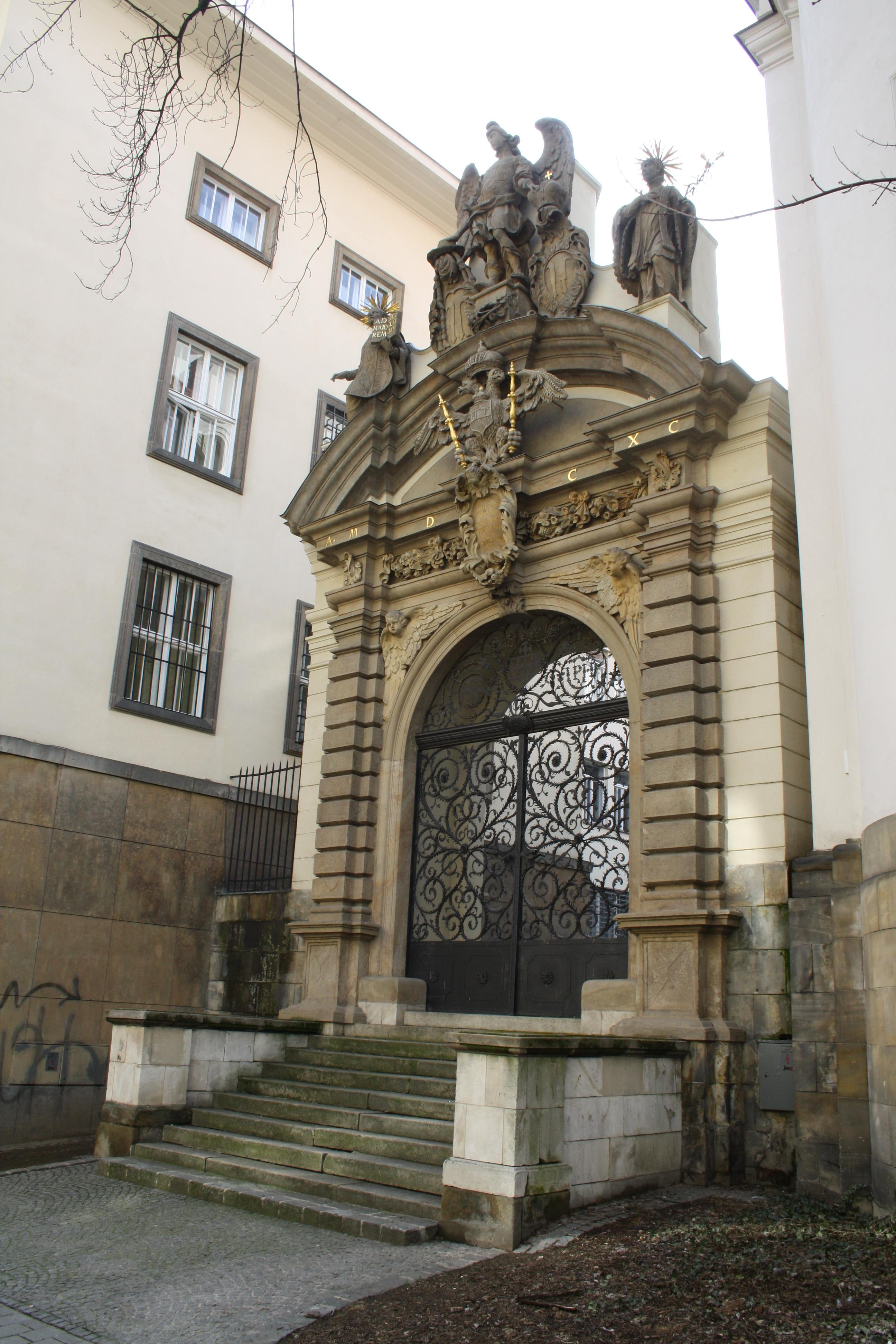
Портал бывшего иезуитского коллегиума с тыла костёла
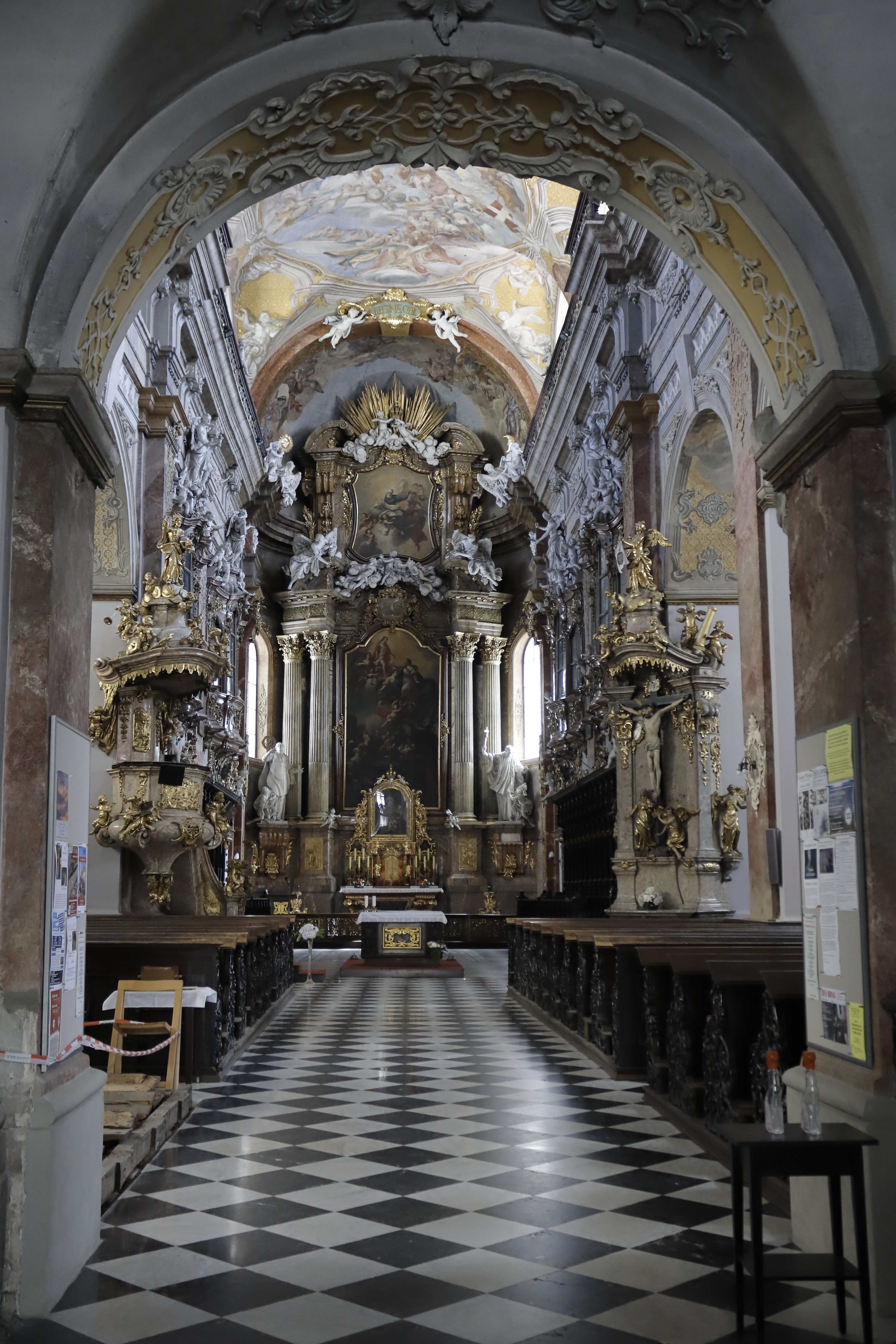
Интерьер костёла
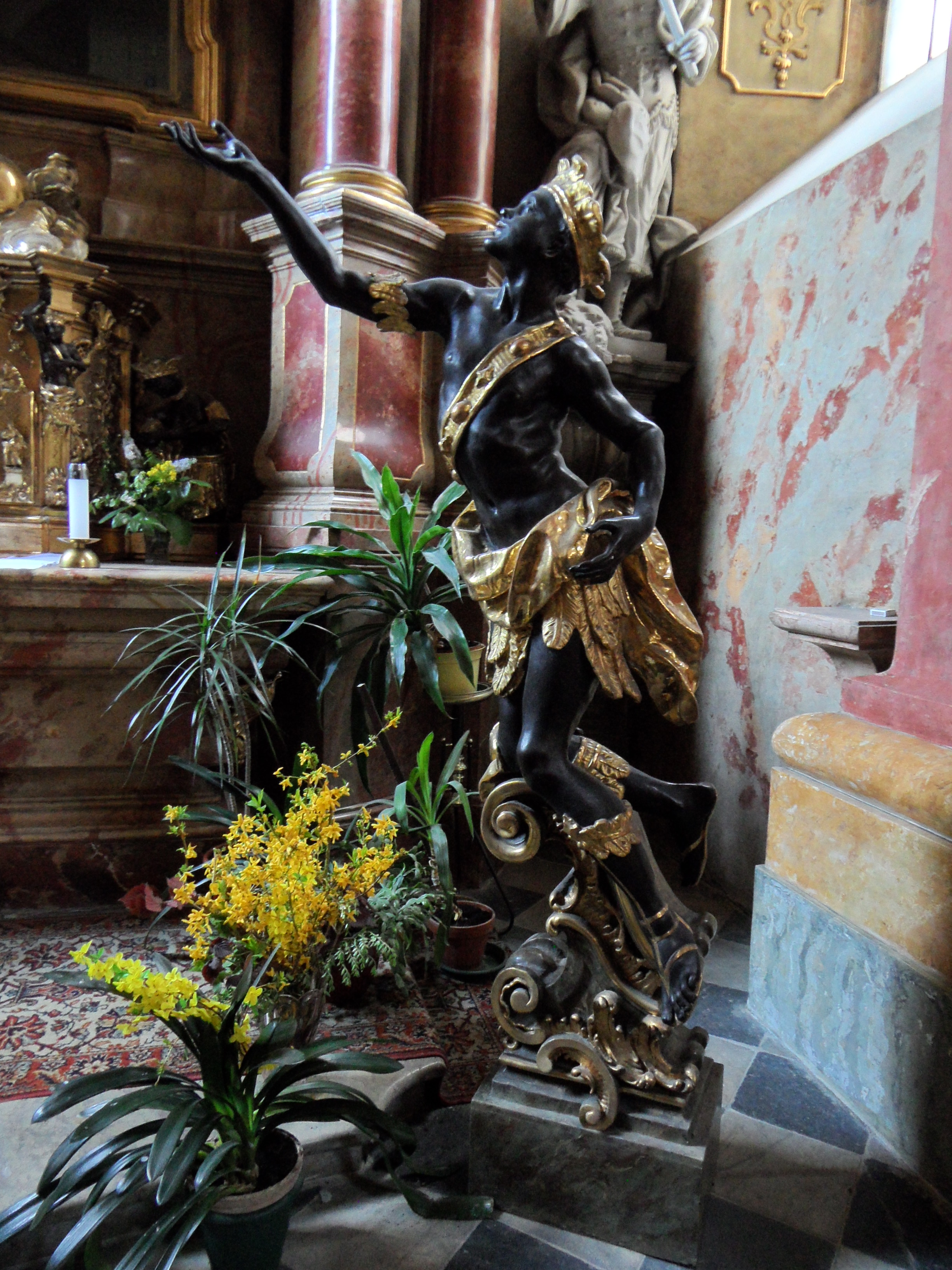
Статуя, изображающая коренного африканца, работы Андреаса Швайгеля
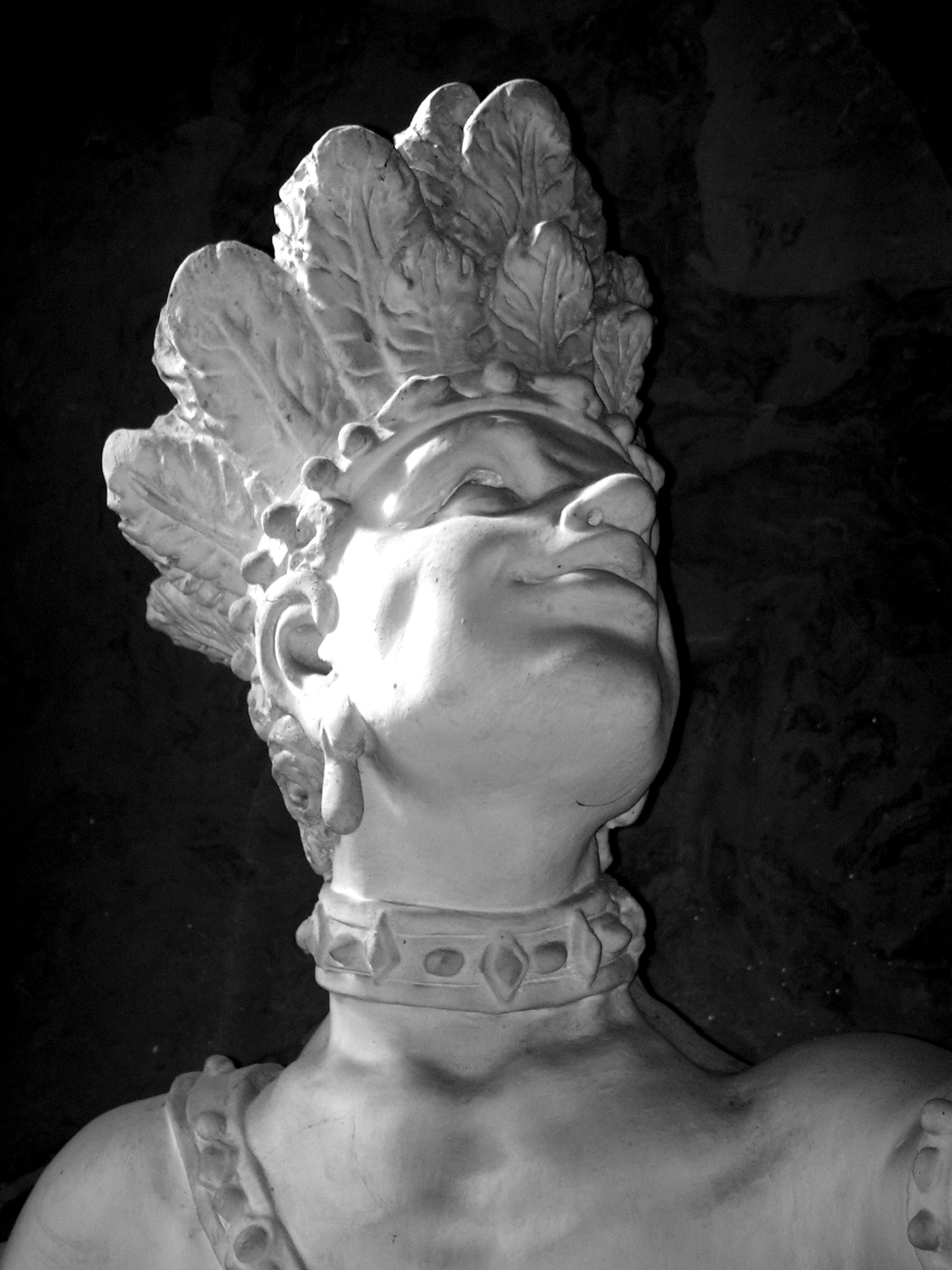
Деталь статуи, изображающей индейца
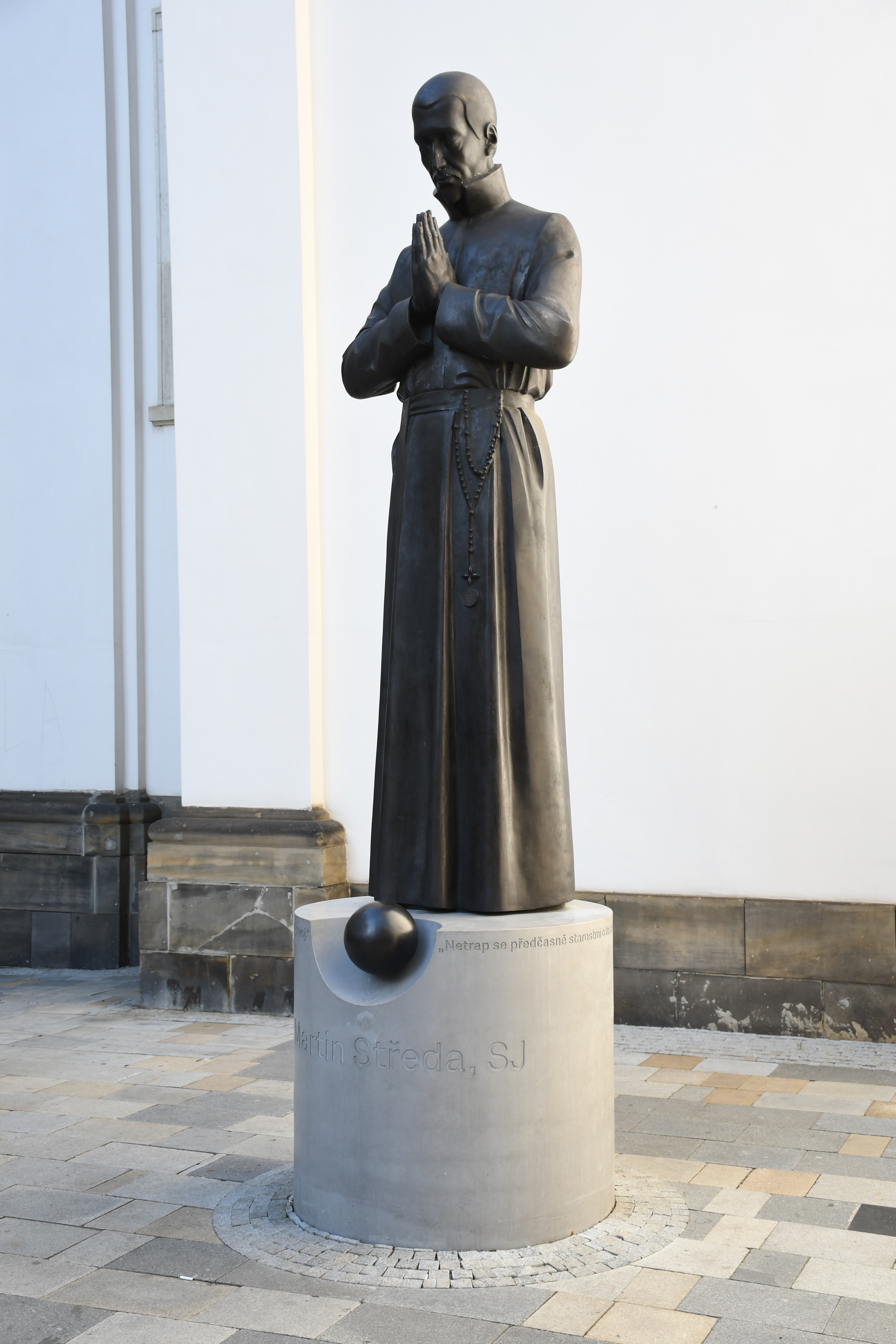
Статуя Мартина Стршеды у входа в костёл